# 5. Flak-Division (W)

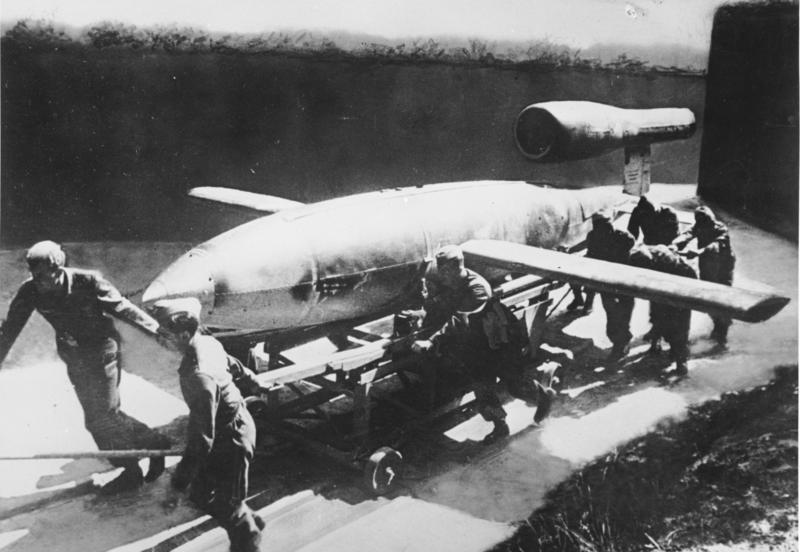
Vermutlich Angehörige der 5. Flak-Division bei den Startvorbereitungen einer V1

Die 5. Flak-Division (W) war ein Sonder-Großverband der deutschen Luftwaffe im Zweiten Weltkrieg, die taktisch der Waffen-SS unterstand und mit der Führung des Luftfernkampfes mittels V 1 betraut war. Das Namenskürzel W wurde hinzugefügt, um deutlich zu machen, dass dieser als Flak-Division bezeichnete Verband auch Aufgaben von Wehrmachtseinheiten wahrnahm.

## Aufstellung, Gliederung und Unterstellung
Die Vorbereitungen zur Aufstellung der Flak-Division liefen im November 1943 an. Verantwortlicher Führungskader für den Aufbau war das Generalkommando LXV. Armeekorps z. b. V., welches am 20. Oktober 1944 in das Generalkommando XXX. Armeekorps z.b.V. umbenannt wurde. Der Führungsstab der künftigen Division bestand sowohl aus Heeres- wie auch Luftwaffenangehörigen. Ihm unterstellt waren mehrere Heeresverbände sowie das Flak-Regiment 155 (W). Etwa Anfang November 1944 wurden die Luftwaffenkomponenten dem nun neu aufgestellten Führungsstab der Flak-Division unterstellt, dessen Kommandeur Oberst Eugen Walter mit Gefechtsstand in Meschede wurde. Die Übernahme der taktischen Einsatzführung der V 1 wurde am 17. November 1944 aufgenommen. Eugen Walters Führungseinsatz währte jedoch nur kurz. Am 26. Januar 1945 verfügte Hermann Göring, dass die Division künftig der Waffen-SS unterstellt würde. Am 14. Februar 1945 fiel die Division dann in die Befehlsgewalt von SS-Gruppenführer Hans Kammler, der den gesamten Einsatz der V 1 und A 4 in sich vereinte. Am 15. Februar 1945 wurde Oberst Max Wachtel zum Kommandeur der 5. Flak-Division (W) ernannt. Diese Position hielt er dann bis Kriegsende inne.
Aufgrund ihrer Sonderstellung verfügte die Flak-Division nicht über den üblichen Strukturaufbau einer regulären Flak-Division. Sie bestand anfangs aus dem Flak-Regiment 155 (W), welches sich in drei Abteilungen sowie in eine Luftnachrichtenabteilung gliederte. Ferner unterstanden ihr eine Wetterwarte mit 7 Radiosondenstationen. An Divisionstruppen waren eine Kolonnenabteilung sowie zwei Versorgungsführerabteilungen (W) unterstellt. Sonderverbände waren die Abwehrstelle 430, die SS-Wehrgeologen-Abteilung 500 sowie ein eigenes Sondergericht.

## Einsätze
Die Einsätze der 5. Flak-Division (W) von Februar 1945 bis Ende März 1945 sind nicht bekannt. Sie unterlagen vermutlich der Geheimhaltung. Anfang April 1945, inzwischen war der Feindbeschuss mittels V 1 eingestellt worden, beantragte Kammler, dass die Flak-Division mit den Geschützen der 8. Flak-Division auszurüsten sei, um danach wieder in den Reihen der Waffen-SS als reguläre Flak-Division eingesetzt werden zu können. Sein Vorschlag wurde am 7. April 1945 vom Chef des Generalstabes der Luftwaffe jedoch abgelehnt. Stattdessen schlug sie vor, den Personalbestand sowie die Ausrüstung der erwähnten 8. Flak-Division zuzuführen, was faktisch bedeute, dass die Division der Luftwaffe unterstellt werden würde. Ob die Unterstellung noch vor Kriegsende vollzogen wurde, ist unklar. Die Division selbst lag in den letzten Kriegstagen im Raum Hamburg-Bad Segeberg und geriet dort am 3. Mai 1945 in alliierte Kriegsgefangenschaft.